# Windows Me
Windows Millennium Edition (comercialmente conocido como Windows Me) es un sistema descontinuado de Microsoft Windows lanzado el 14 de septiembre de 2000 y desarrollado por Microsoft para el mercado doméstico de computadoras personales, pensado para reemplazar a Windows 98. Tras la madurez ya alcanzada por sus predecesores, Windows 95 y Windows 98, Windows Me se presentó como una importante evolución. Fue el último sistema operativo lanzado en la serie de Windows 9x.
A pesar de todas las mejoras y nuevas funciones presentadas para el usuario doméstico en comparación de Windows 98, Windows Me fue muy criticado y a su vez muy impopular por sus continuos errores, demasiadas inestabilidades y problemas en la experiencia de uso. Todos estos inconvenientes hicieron que sus usuarios retornaran rápidamente al uso de Windows 98 o se sintieran impulsados a utilizar Windows 2000 o bien, esperar al lanzamiento de la nueva versión de Windows que terminó siendo Windows XP.

## Pantalla azul de la muerte (BSOD) en Windows ME
En Windows ME, la pantalla azul de la muerte (*Blue Screen of Death*, BSOD) aparece cuando el sistema encuentra un error crítico que impide su funcionamiento normal.
Las causas más comunes incluyen:

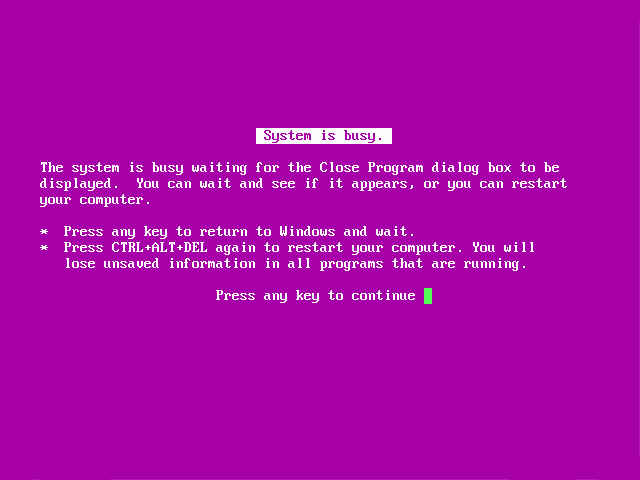
Ejemplo de BSOD en Windows ME la foto es de Windows 98 pero no hay una imagen de BSOD de ME en Wikimedia commons.

- Controladores incompatibles o desactualizados.
- Fallos de hardware, especialmente memoria RAM o tarjetas gráficas antiguas.
- Errores en el sistema de archivos o conflictos con software de terceros.
- Problemas de estabilidad general, típicos en sistemas operativos de la era Windows 9x.

## Inicios/historia
En 2000, Microsoft lanzó Windows Millenium Edition, el cual actualizó el núcleo de Windows 98 pero que adoptaría algunos aspectos de Windows 2000 y eliminaría la opción de Reiniciar en modo MS-DOS. También añadió una nueva característica denominada Restaurar Sistema, que permitiría al usuario guardar y restablecer la configuración del equipo en una fecha anterior.
Windows ME fue un proyecto rápido de un año para rellenar la brecha entre Windows 98 y el nuevo Windows XP, lo que se reflejó en la poca estabilidad de esta versión. En teoría, Windows 2000 iba a ser la unificación entre las dos familias de Windows, la empresarial y la de hogar, pero por retrasos se lanzó este pequeño avance. En esta versión se aceleraba el inicio del sistema y oficialmente ya no se podía distinguir entre el MS-DOS y el entorno gráfico (aunque aparecieron actualizaciones que permitieron volver a separarlos como se hizo en versiones anteriores).
Esta versión no tuvo procesadores de 16 bits y se centró únicamente en la compatibilidad con nuevo hardware de 32 bits, así que tal versión sólo funcionó correctamente con la mayoría de los equipos nuevos que lo tuvieron instalado, desde que en caso de instalarse en un ordenador antiguo (mediante una actualización de software), allí el hardware de 16 bits fue algo más complejo de configurar, o dejó de funcionar.

## Descripción
Windows Me, sucesor de Windows 98 en la familia Windows 9x y de Windows 2000 cronológicamente, fue puesto en el mercado como Home Edition cuando fue comparado con Windows 2000, que había sido lanzado siete meses antes. Incluyó Internet Explorer 5.5, Windows Media Player 7 y la aplicación Windows Movie Maker, que tiene como propósito la edición del vídeo con varias opciones básicas y fue diseñado para que fuera de gran facilidad de uso para usuarios caseros. Microsoft también puso al día la interfaz gráfica con algunas de las características que primero fueron introducidas en Windows 2000.
Windows Me no está construido bajo el núcleo de Windows NT puesto que fue utilizado solamente en los sistemas operativos profesionales de Microsoft hasta ese momento, a diferencia de Windows XP que sustituyó Windows Me un año después. Es una versión basada de la familia de Windows 9x como sus antecesores, pero con MS-DOS ejecutado en tiempo real pero muy restringido, para poder correr más rápido durante el arranque del sistema.
Comparado con otros lanzamientos, Windows Me tuvo un ciclo de vida muy corto y pronto fue sustituido por Windows XP, el primer sistema operativo de escritorio de Microsoft para usuarios domésticos basado en el núcleo de Windows NT que fue lanzado el 25 de octubre de 2001.

## Nuevas y actualizadas características de Windows Me
- Restaurar sistema: Un sistema de seguimiento y de reversión, que fue creado para simplificar la localización y reparación de fallas. Fue pensado para trabajar como «red de seguridad» de modo que si la instalación de un programa o controlador incompatible afecta la estabilidad del sistema, el usuario puede deshacer la instalación y regresar al sistema a un estado previo. Esto se hace supervisando los cambios en los archivos del sistema y del registro de Windows (Restaurar sistema no es un programa de copia de seguridad). Restaurar sistema puede comprometer la estabilidad en caso de escogerse crear un punto de comprobación del sistema mientras un usuario lo está utilizando, y puesto que su método de seguimiento no pierde de vista los cambios hechos, es del todo sencillo que permita restaurar un virus que el usuario había quitado primero.

- Protección de archivos del sistema: Introducido anteriormente con Windows 2000 (como protección de archivos de Windows), ampliando las capacidades introducidas con el Comprobador de Archivos del Sistema en Windows 98. La protección del fichero del sistema está pensado para proteger archivos del sistema contra la modificación y los daños de una manera silenciosa y transparente al usuario. Cuando está actuando, en caso de ser reemplazado un archivo del sistema inseguramente (acción de Virus , Troyanos o malware), Windows Me restaura la copia original inmediatamente y silenciosamente. Esta copia se toma de una carpeta de reserva del disco duro o directamente del CD de instalación de Windows Me en caso de no encontrarse esta copia en alguna de las opciones buscadas predeterminadas por Windows. De no haber ese disco en la unidad, un cuadro de diálogo alerta al usuario sobre el problema y pide que el disco esté insertado. Los mismos procesos ocurren en caso de suprimirse un fichero del sistema. La Protección de Archivos del sistema es una tecnología distinta de Restaurar Sistema y no se debe confundir con esta. Restaurar Sistema mantiene un amplio sistema de archivos cambiantes incluyendo usos agregados y datos de la configuración del usuario almacenados en varias ocasiones en los puntos específicos creados por el usuario, mientras que la protección de archivo de Windows protege archivos del sistema operativo sin actuación del usuario.

- Nuevas opciones del TCP/IP: Windows Me incluye mejoras de las configuraciones de las redes y arquitecturas importadas de Windows 2000 y una nueva implementación de la pila TCP/IP, que ofrecen un funcionamiento más confiable y sobre todo, más estable.
- Soporte para el Universal Plug & Play: Windows Me es el segundo sistema operativo de Microsoft con núcleo basado en MS-DOS en introducir el soporte para Universal Plug and Play (Conectar y Usar), después de Windows 98 Segunda Edición.

- Adquisición de Imágenes de Windows: Windows Me también introdujo la introducción en el API de Windows el tratamiento de las imágenes aportando un método estandarizado y oficialmente apoyado para permitir la comunicación de la versión con los dispositivos de la adquisición de la imagen, tales como cámaras fotográficas digitales y escáneres de una manera más sencilla y transparente. Antes de Windows Me y la introducción de la Adquisición de Imágenes de Windows, las soluciones no estandarizadas de terceros fueron frecuentemente comunes, llevando a problemas de incompatibilidad.
- Actualizaciones automáticas: Permite descargar nuevas revisiones y actualizaciones críticas para Windows con poca interacción con el usuario. Por defecto, fija la fecha de actualización una vez cada 24 horas. Los usuarios pueden elegir descargar las actualizaciones el día y la hora que ellos quieran, aunque las actualizaciones prioritarias deben ser descargadas y ser instaladas inmediatamente.

- Carpetas comprimidas: Windows Me incluye un cifrado de la carpeta y carpetas comprimidas llamadas utilidad de compresión, que también fue integrado en el paquete de Microsoft Plus! para Windows 98. Con esta característica, un usuario puede crear y acceder a archivos ZIP. El usuario también puede restringir el acceso a los archivos con una contraseña usando carpetas comprimidas. No es instalada de fábrica, sino que puede ser añadida manualmente entrando en «Agregar o quitar programas», en el Panel de control.

- Juegos: Con Windows Me vienen incluidos nuevos juegos como: Backgammon en Internet, Damas en Internet, Corazones en Internet, Reversi en Internet, Picas en Internet, Solitario Spider y Pinball.

- Teclado en pantalla: Introducido originalmente con Windows 2000, permite la entrada de caracteres usando el ratón en vez del teclado. Es útil para las computadoras que utilizan una pluma como el dispositivo apuntador primario.

- Una nueva interfaz gráfica de Ayuda y soporte técnico, sustituyendo la Ayuda de Windows basada en HTML Help en Windows 2000 y 98. El centro de la ayuda se basa, y se aprovecha de una tecnología llamada marco de la automatización de la ayuda (SAF).

## Requisitos del sistema
Los requisitos mínimos del sistema de Windows Millennium son:
- Un procesador Pentium o compatible de 150 megahercios
- 320 megabytes de espacio libre de disco duro.
- Por lo menos 32 megabytes de memoria RAM.

Los requisitos recomendados del sistema según Microsoft son un Pentium II 300 megahercios con al menos 96 megabytes de memoria RAM. Sin embargo, la instalación de Windows ME tiene el parámetro indocumentado «/nm», que indica al instalador que ignore los requisitos del sistema.

## Críticas
Dan Tynan lo llamó «Mistake Edition» («Edición Error») en el artículo de la PC World «Mejores 25 de los peores productos tecnológicos». Declaró que Windows Me fue el cuarto «peor producto tecnológico de todo el tiempo» a causa de varios problemas técnicos y a varios errores aparecido ahí. «Después de que Windows ME apareció a finales del 2000,» se comenta en el artículo, «los usuarios tuvieron problemas instalándolo, ejecutándolo, haciéndolo funcionar con otro hardware o software, e incluso consiguiendo que deje de funcionar».
Aunque este hecho fue menos conocido, también se dijo que el origen principal de los problemas de este sistema fue que los requisitos mínimos indicados por Microsoft no fueron advertidos por los usuarios, forzando a ensambladores y a muchos usuarios a instalarlo en máquinas originariamente diseñadas para Windows 98, o más modernas sin recursos suficientes (sobre todo en memoria), porque allí se necesitó algo más capacidad que Windows 98 SE para hacerlo funcionar correctamente, siendo necesarios equipos algo más potentes de lo que parece en aquel tiempo.